# Incendie de l'hôtel Grand Kartal
L'incendie de l'hôtel Grand Kartal survient le 21 janvier 2025 lorsqu'un feu se propage dans cet établissement de la station de ski de Kartalkaya, dans la province de Bolu, en Turquie. Au moins 78 personnes sont tuées et 51 autres blessées,,.

## Incendie
L'incendie se déclare vers 3 h 27 (heure locale) dans l'hôtel Grand Kartal de 12 étages, qui compte 161 chambres et accueille 238 clients à ce moment-là. Selon les premiers rapports, l'incendie aurait débuté dans la partie restaurant du quatrième étage de l'hôtel avant de se propager aux zones supérieures,. Selon des témoins, le système de détection d'incendie de l'hôtel ne s'est pas activé. Certains occupants ont dû utiliser des draps et des couvertures pour descendre de leurs chambres.
Environ 267 membres du personnel d'urgence, 30 camions de pompiers et 28 ambulances sont déployés sur les lieux. Le gouverneur de la province de Bolu, Abdulaziz Aydın, déclare que leur arrivée est retardée jusqu'à 4 h 15 du matin en raison de la distance de l'hôtel par rapport à Bolu et des conditions météorologiques glaciales. La position de l'hôtel sur le flanc d'une falaise rend difficile la lutte contre l'incendie. Un hôpital de campagne est installé à proximité du site. Un hôtel voisin est également évacué par mesure de précaution. L'incendie est éteint au bout de douze heures.

## Victimes
Au moins 76 personnes sont mortes dans l'incendie, dont trois en sautant par les fenêtres du bâtiment. Cinquante et une autres personnes sont blessées, dont une dans un état grave. Au moment de l'incendie, Kartalkaya accueille un nombre accru de visiteurs en raison des vacances scolaires d'hiver, l'hôtel ayant un taux d'occupation de 80 à 90 %,.

## Enquête
Une équipe de six procureurs et cinq experts est chargée d'enquêter sur le sinistre. Le ministre du Tourisme, Mehmet Nuri Ersoy (tr), déclare que les pompiers n'ont constaté « aucune situation négative concernant la compétence en matière d'incendie » à l'hôtel lors des inspections de 2021 et 2024. Quatre personnes, dont le propriétaire de l'hôtel, sont arrêtées dans le cadre de l'enquête.